# Similisinocarum bellum
Similisinocarum bellum är en flockblommig växtart som beskrevs av Farille ined. Similisinocarum bellum ingår i släktet Similisinocarum och familjen flockblommiga växter. Inga underarter finns listade i Catalogue of Life.